# Majasaari (ö i Kymmenedalen, Kotka-Fredrikshamn, lat 60,47, long 26,85)
Majasaari är en ö i Finland. Den ligger i Finska viken och i kommunen Kotka i den ekonomiska regionen  Kotka-Fredrikshamn i landskapet Kymmenedalen, i den södra delen av landet. Ön ligger nära Kotka och omkring 110 kilometer öster om Helsingfors.
Öns area är 19 hektar och dess största längd är 0,6 kilometer i nord-sydlig riktning.
Runt Majasaari är det i huvudsak tätbebyggt.